# Odeon West End
Pour les articles homonymes, voir Odéon.
L'Odeon West End est un cinéma situé sur le côté sud-ouest de Leicester Square à Londres. Il contient deux salles, l'une de 500 et l'autre de 832 places. Ce cinéma est situé à l'opposé d'un cinéma de la même chaîne plus grand et plus connu nommé Odeon Leicester Square. Il est souvent le lieu des petites premières de films (comparé à l'Odeon) et a accueilli les premières années du Festival du film de Londres du British Film Institute

## Histoire
L'Odeon West End a ouvert en 1930 sous le nom Leicester Square Theatre, nom qu'il conserva jusqu'en 1988. Cette salle édifiée par Jack Buchanan était conçu comme un lieu pour le cinéma de variété et comportait un appartement de type suite au-dessus du cinéma pour accueillir les vedettes.
En 1937, la salle est vendue à J. Arthur Rank, devenant la première salle de ce qui deviendra la chaîne ODEON
Le 26 juillet 1951, c'est dans cette salle qu'a lieu la première du film d'animation Alice au pays des merveilles (1951) de Walt Disney Pictures. C'est toutefois dans l'Odeon Leceister Square, situé en face qu'aura lieu la première Alice au pays des merveilles (2010) du même studio et réalisé par Tim Burton.
Après sa sortie américaine, le film Mary Poppins a fait l'objet d'une première européenne au Leicester Square Theater le 17 décembre 1964 avec la présence de Julie Andrews, Pamela Travers, David Tomlinson et Hermione Baddeley mais sans Walt Disney.
En 1968, la salle est rénovée. En 1988 alors qu'elle change de nom pour Odeon West End, la salle est découpée en deux.
En février 2006, la chaîne Odeon vend le site mais celui-ci reste géré par la chaîne comme salle de cinéma jusqu'à ce que le projet de transformer l'édifice en un hôtel se concrétise. En janvier 2014, le Westminster City Council se réunit et approuve le plan du Groupe Edwardian de démolir le bâtiment et de le remplacer par un hôtel de huit étages et 360 chambres. Deux salles de cinéma seront établies en sous-sol.